# Перепел-арлекин
Перепел-арлекин (лат. Coturnix delegorguei) —  птица из трибы Coturnicini семейства фазановых (Phasianidae).

## Описание
Перепел-арлекин длиной от 16 до 19 см. Самцы достигают массы от 49 до 81 г, самки — от 63 до 94 г. У самцов особенно в области головы и горла контрастная чёрно-белая окраска. Горло самцов белое с чёрным рисунком в форме якоря. У самок неприметная коричневая окраска.

## Распространение
Перепел-арлекин распространён в тропической Африке к югу от Сахары, на Мадагаскаре и юге Аравии. Жизненное пространство —  открытые луга и сельскохозяйственные площади с низкой растительностью.

## Размножение
Период гнездования проходит в сезон дождей и разный от региона к региону. Самка откладывает в защищённом месте примерно от 4 до 8 яиц в крапинку, которые высиживает затем от 14 до 18 дней. Маленькие птенцы — выводковые птицы. Самец остаётся поблизости и пытается держать на расстоянии потенциальных врагов.

## Питание
Перепел-арлекин питается, прежде всего, семенами трав, а также членистоногими, такими как кузнечики, жуки, клопы, муравьи, термиты, многоножки, а также маленькими улитками.

## Подвиды
Международный союз орнитологов выделяет два подвида:
- Coturnix delegorguei arabica в Йемене.
- Coturnix delegorguei delegorguei, номинативная форма, обитающая в материковой тропической Африке от  Берега Слоновой кости до Эфиопии и южнее до Южной Африки и на Мадагаскаре.
- Coturnix delegorguei histrionica на о. Сан-Томе.